# Lakshmí de Pompeya

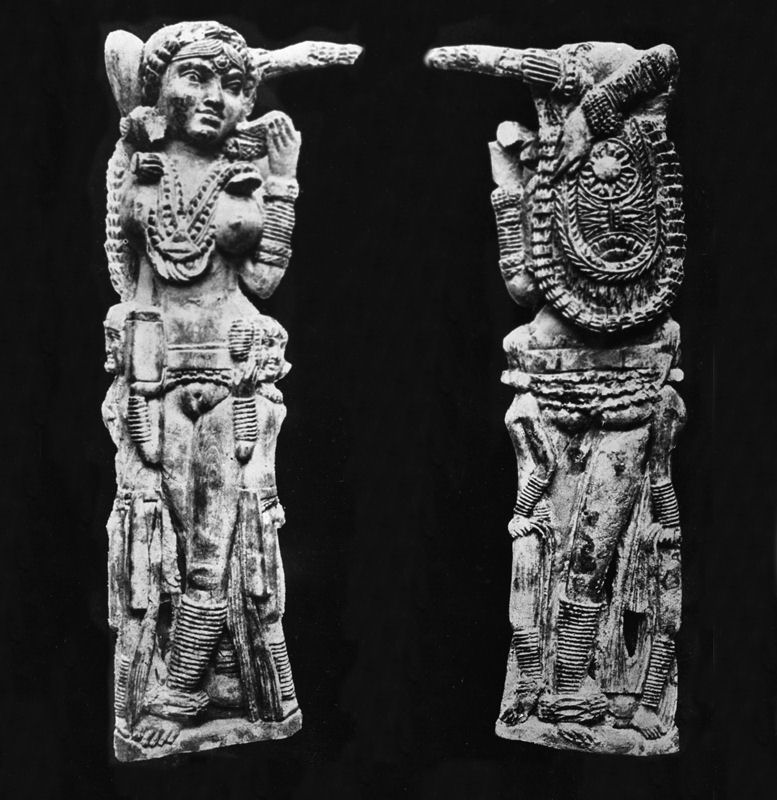
La Lakshmí de Pompeya, de frente y por detrás.

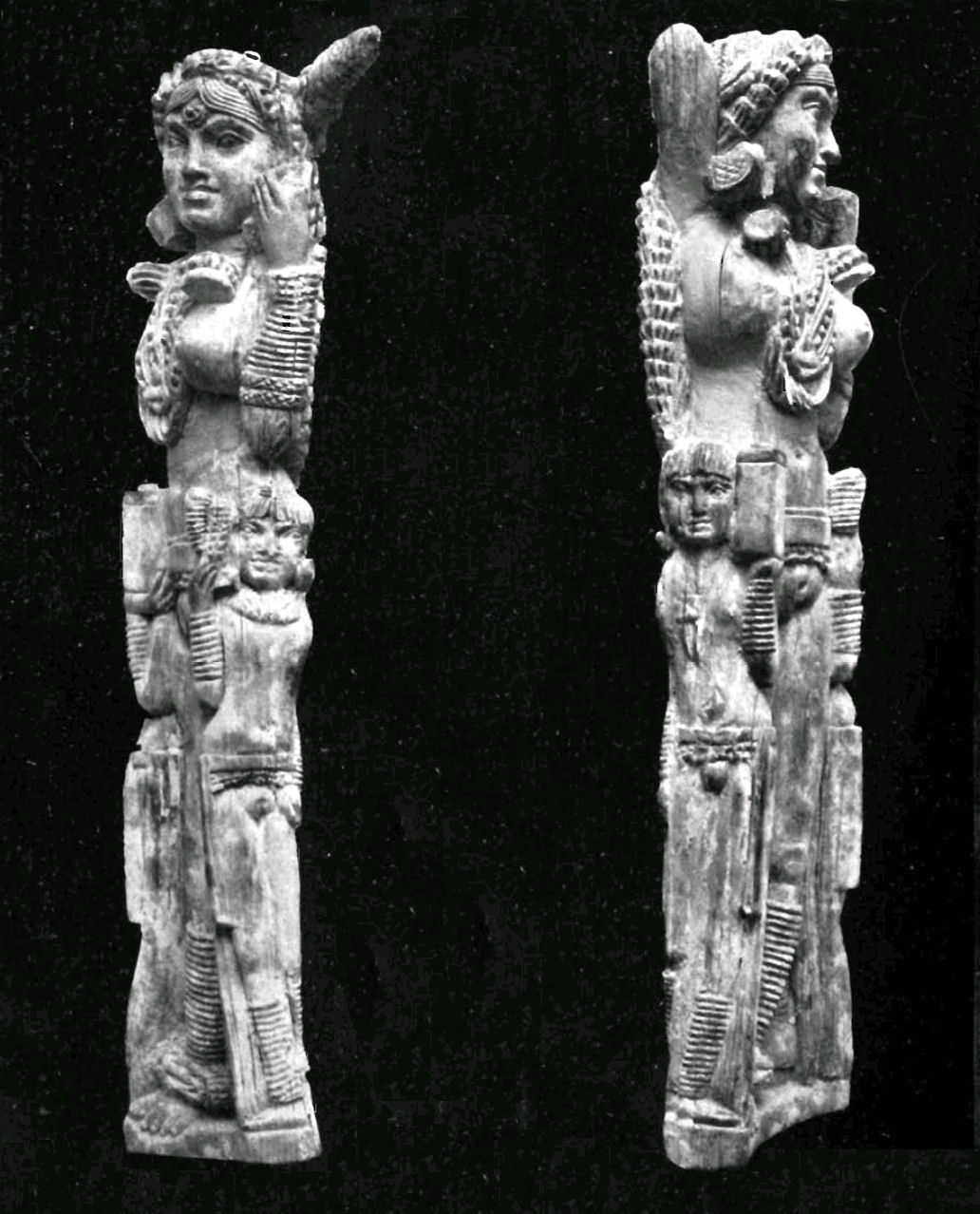
Lados de la estatuilla.

La Lakshmí de Pompeya es una estatuilla de marfil que fue descubierta en las ruinas de Pompeya, ciudad destruida en la erupción del Monte Vesubio de 79 d. C. Fue encontrada por Amedeo Maiuri, un estudioso italiano en 1938. La estatuilla data del siglo I. Se cree que representa a una diosa india de la fertilidad y belleza femeninas. Probablemente la escultura originalmente formaba el mango de un espejo. Esta Lakshmí es un recordatorio del comercio regular de artículos y productos entre la India e Italia en el siglo I. Con el tiempo, los historiadores han sido capaces de conectar el comercio romano con el lejano oriente, específicamente con la India.
Originalmente, se creía que la estatuilla representaba a la diosa Laksmí, de ahí el nombre, una diosa de la fertilidad, la belleza y la riqueza, venerada por los hindúes. Sin embargo, la iconografía, en particular los genitales expuestos, revela que la figura es más probablemente una iaksi, un espíritu arbóreo femenino símbolo de fertilidad, presente en la mitología hinduista, budista y jainí o, tal vez, una versión sincrética de Venus-Sri-Lakshmí producto de ese intercambio antiguo entre la cultura grecorromana y la india.
La figura se exhibe en el Museo Secreto en el Museo Arqueológico Nacional de Nápoles.

## Descripción
La estatuilla fue descubierta en octubre de 1938 junto a la Casa dei Quattro stili en Pompeya.
Con 24,5 cm de altura, la figurilla está desnuda aparte un cinturón estrecho, lujosos collares, brazaletes, tobilleras y pendientes y un peinado elaborado. Tiene dos asistentes femeninas de menor tamaño, una a cada lado mirando al frente, sosteniendo contenedores de cosméticos. La estatuilla tiene un agujero en la parte superior de la cabeza, lo que sugiere que pudo haber sido un mango de espejo.
La existencia de esta estatuilla en Pompeya en el año 79, cuando el Vesubio entró en erupción y enterró la ciudad, atestigua la intensidad de las relaciones comerciales Indo-Romanas durante el siglo I d. C. Ha sido fechada por el Museo Arqueológico Nacional de Nápoles como creada en la India en la primera mitad de ese siglo.

## Comercio
Aunque el origen no es enteramente seguro, basado en hallazgos arqueológicos e investigaciones de historiadores, la Lakshmí de Pompeya es una evidencia de las rutas comerciales activas entre el Imperio romano bajo el emperador Nerón y la India contemporánea. Según Pollard, a través del comercio romano a larga distancia, se cree que llegó a la ciudad durante su reinado. La evidencia arqueológica sugiere que el apogeo del comercio entre Roma e India sucedió durante los siglos I y II, para luego ir declinando debido a la crisis económica e inestabilidad del siglo III. Este comercio tenía lugar a lo largo de varias rutas, tanto por tierra como documenta Isidoro de Cárax en su Etapas Párticas, como por mar como revela la guía mercantil conocida como el Periplo del mar Eritreo.
Existe la posibilidad de que la estatuilla saliera hacia el oeste durante el gobierno del sátrapa occidental Nahapana en el área de Bhokardan, y fuera embarcada en el puerto de Barigaza.
Roma jugó una parte importante en el comercio oriental de la antigüedad, importando muchos productos de lujo de la India y al mismo tiempo estableciendo sus propias estaciones comerciales en el país. Según Cobb, comerciaban a través de rutas terrestres que cruzaban la Península árabiga y Mesopotamia, y el comercio marítimo desde puertos ubicados en el Mar Rojo y el océano Índico.
Las rutas marítimas que aprovechaban los vientos favorables del océano Índico alcanzaron un volumen significativo de productos importados del este en grandes barcos mercantes. El control sobre Egipto tuvo un papel crucial al respecto al cambiar el poder de los griegos a los romanos después de la batalla de Actium, cambio que se vio reflejado en las relaciones comerciales entre el imperio grecorromano y los reinos indios antiguos.  
La riqueza del comercio era tal que Plinio el Viejo reclama que 100 millones de sestercios eran enviados anualmente hacia India, China, y Arabia.

## Origen

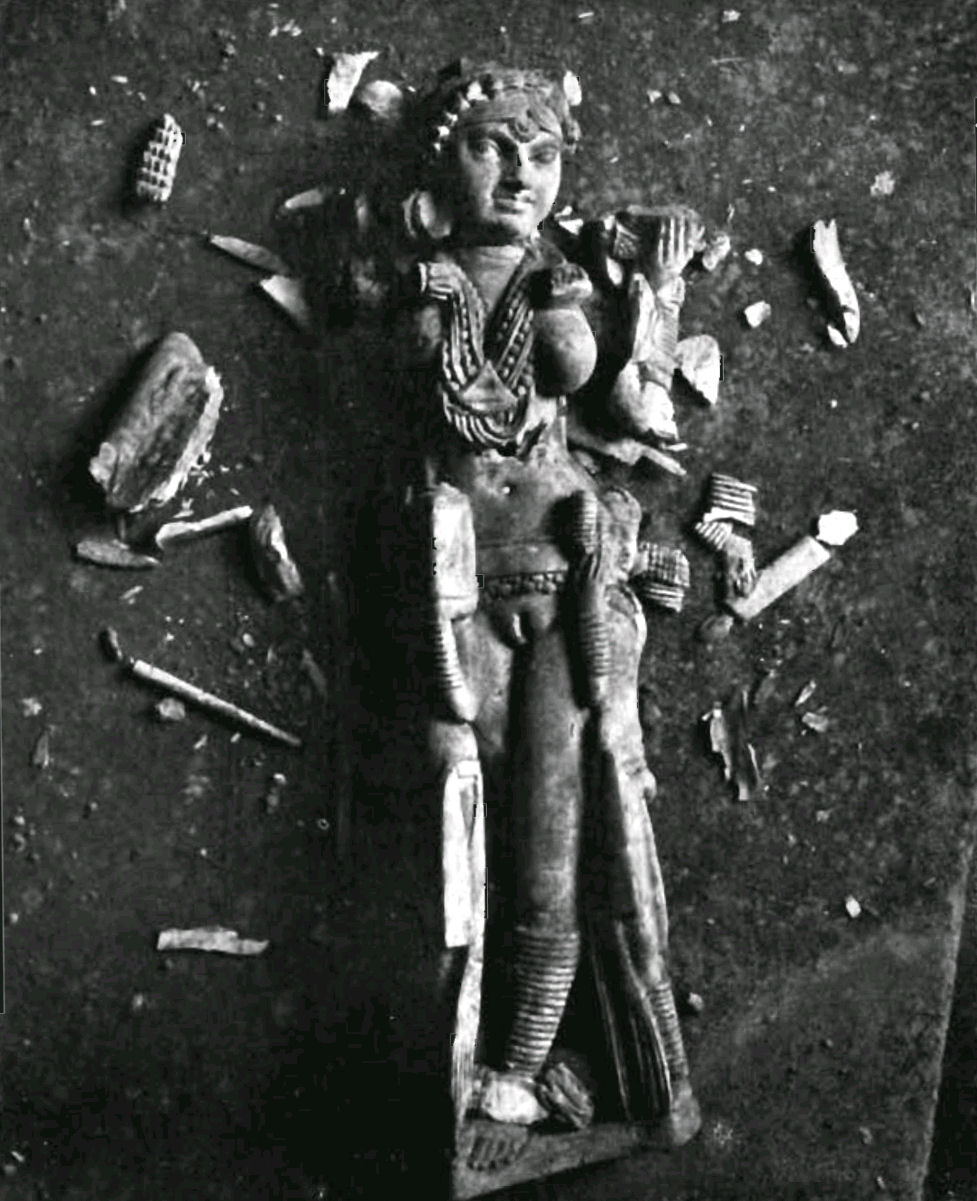
La estatuilla antes de su reconstitución.

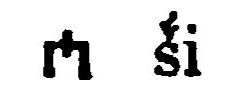
la letra karosti śi estaba inscrita en la base de la estatuilla.

Inicialmente se supuso que la estatuilla había sido producida en Mathura, pero según Dhavalikar, ahora se cree que su sitio de producción fue Bhokardan donde desde entonces se han descubierto dos figurillas similares. Bhodarkan formaba parte del territorio y esfera cultural satavahana, aunque pudo haber estado varias décadas en poder de los sátrapas occidentales, quienes pudieron haber sido los que proporcionaron una ruta de exportación al mundo romano.
También hay una letra karosti inscrita en la base de la estatuilla de Pompeya (la letra śi, como el śi en Shiva). Esto sugiere que podría haberse originado en las regiones del noroeste de India, Pakistán o Afganistán, o al menos haber pasado a través de estas áreas. Dado que la estatuilla de Pompeya fue necesariamente hecha en algún momento antes de 79 d. C., si de hecho se fabricó en Gandhara, sugiere que los similares marfiles de Begram son también de esta fecha temprana, en el siglo I d. C.

### Iconografía
La figurilla está representada en bulto redondo, y en el centro entre otras dos figuras femeninas. Las piernas están giradas a un lado y un brazo se dobla por encima del hombro para sostener los pendientes. Se presume que estaba pensada para ser mirada de frente porque los detalles de la parte posterior son muy planos. Como afirma D'Ancona, entra en la amplia iconografía de deidades femeninas en el arte indio.
 
El tema de la diosa atendida por dos ayudantes menores, como se ve en la Lakshmí de Pompeya, es una representación de Lakshmí o las iaksis rara en el arte indio. Carece de la flor de loto común en la iconografía de la diosa Lakshmí. Según D'Ancona, la iconografía presente en esta estatuilla puede haber sido importada del mundo clásico, posiblemente derivada de la iconografía de Venus acicalándose atendida por cupidos sujetando cajas o frascos de cosméticos, común en el arte grecorromano. Podría ser una de las varias representaciones de Venus-Sri-Lakshmí aparecidas en el siglo I d. C., declara D'Ancona. La Lakshmí de Pompeya por tanto sería una mezcla de arte indio y clásico.
Un relieve temprano de la estupa n.º 2 de Sanchi con una escena en términos generales similar de Lakshmí con dos asistentes menores puede haber servido como inspiración para la Lakshmí de Pompeya, especialmente sabiendo que los Satavahanas tuvieron el control de Sanchi desde el 50 a. C. en adelante.

Se cree que estos relieves tempranos fueron realizados por artesanos del noroeste, específicamente de la región indogriega de Gandhara, ya que los relieves tienen marcas de cantero en karosti, diferente de la escritura brahmi local. Los artesanos forasteros fueron probablemente los responsables de los motivos y figuras de aspecto extranjero que se pueden encontrar en las verjas de la estupa.

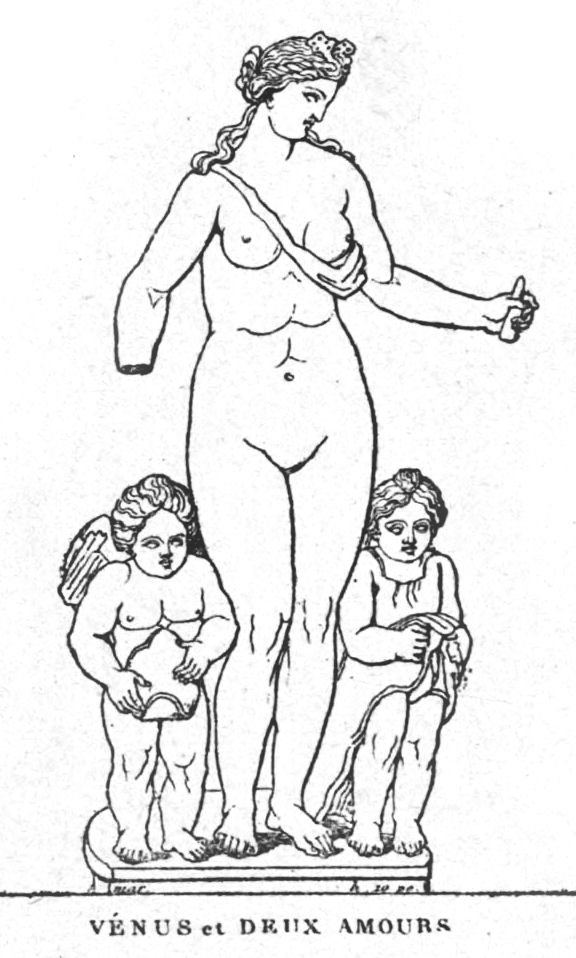
Venus asistida por cupidos.
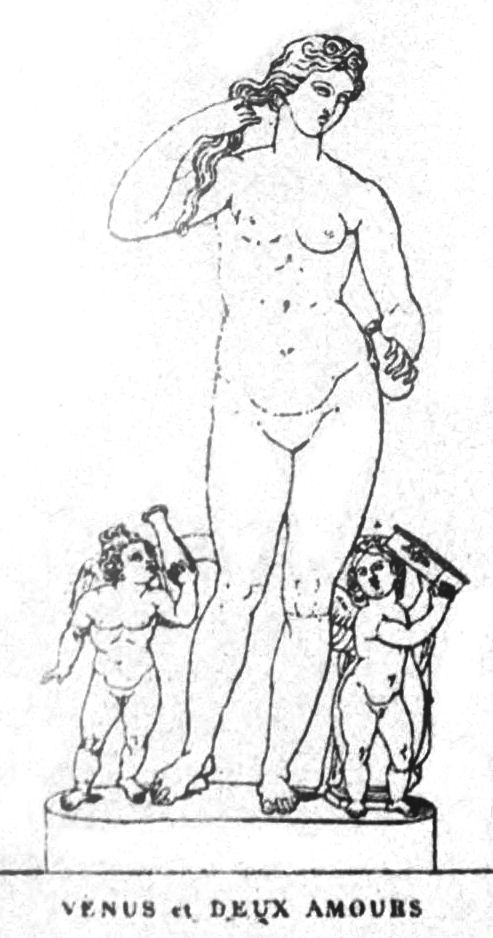
Venus asistida por cupidos.
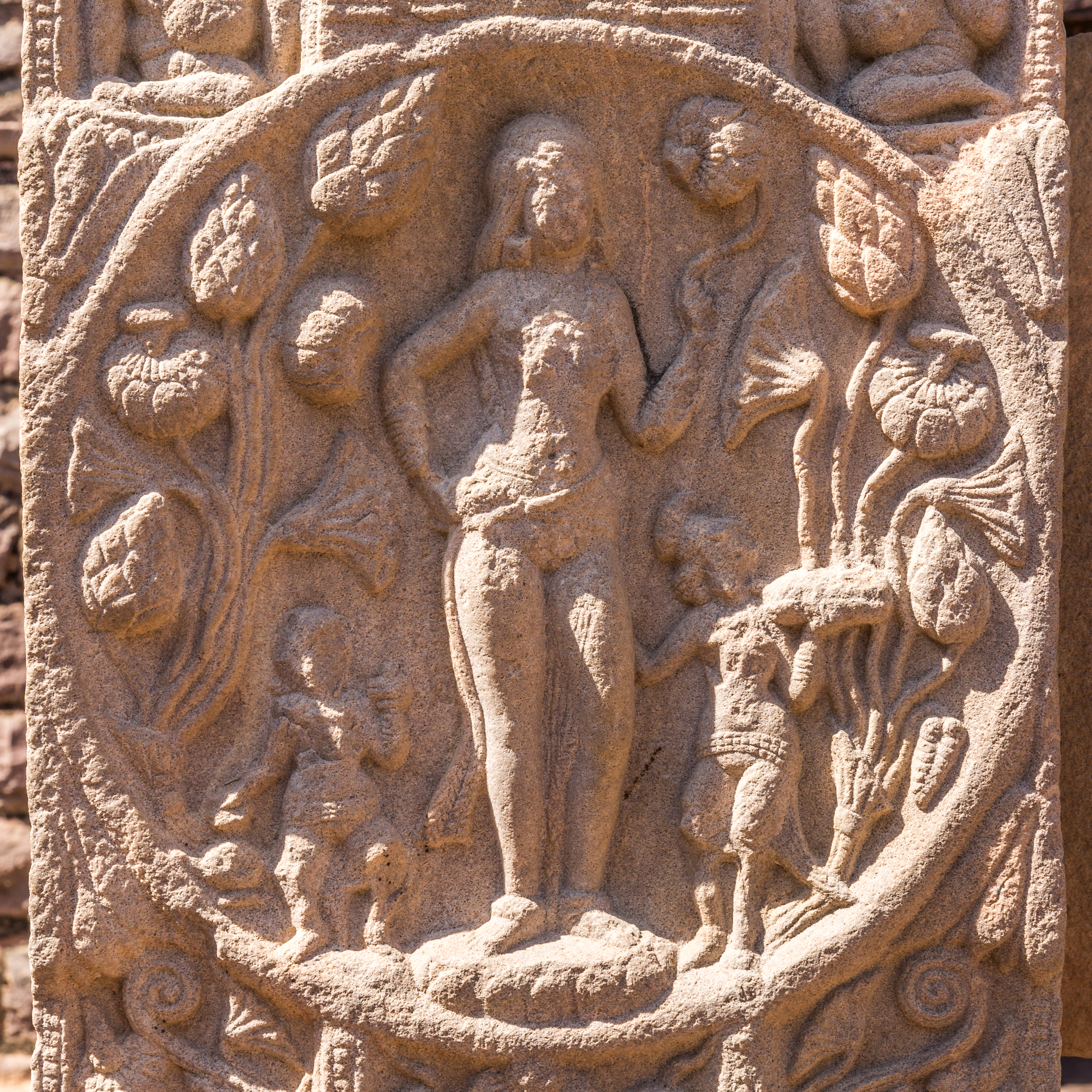
Lakshmí con lotos y dos asistentes menores, estupa de Sanchi Núm.2, 115 a. C.